# Rumunia na Zimowych Igrzyskach Olimpijskich 2022
Rumunia na Zimowych Igrzyskach Olimpijskich 2022 – występ kadry sportowców reprezentujących Rumunię na igrzyskach olimpijskich, które odbyły się w Pekinie, w Chińskiej Republice Ludowej, w dniach 4-20 lutego 2022 roku.
Reprezentacja Rumunii liczyła dwadzieścioro jeden zawodników – osiem kobiet i trzynastu mężczyzn.
Był to dwudziesty drugi start Rumunii na zimowych igrzyskach olimpijskich.

## Reprezentanci

### Biathlon
| Zawodnik        | Konkurencja                | Strzelanie  | Czas      | Strata   | Miejsce | Źródło |
| --------------- | -------------------------- | ----------- | --------- | -------- | ------- | ------ |
| George Colțea   | bieg indywidualny mężczyzn | 8 (1+4+0+3) | 1:01:55,5 | +13:08,1 | 89.     | [ 1 ]  |
| George Colțea   | sprint mężczyzn            | 2 (1+1)     | 27:54,7   | +3:54,3  | 89.     | [ 1 ]  |
| Natalia Ushkina | bieg indywidualny kobiet   | 2 (0+1+1+0) | 51:04,1   | +6:51,4  | 56.     | [ 2 ]  |
| Natalia Ushkina | sprint kobiet              | 2 (1+1)     | 24:14,3   | +3:30,0  | 71.     | [ 2 ]  |

### Biegi narciarskie
| Zawodnik                               | Konkurencja                | Kwalifikacje | Kwalifikacje | Ćwierćfinały | Ćwierćfinały | Półfinały | Półfinały | Finał     | Finał   | Finał   | Źródło |
| Zawodnik                               | Konkurencja                | Czas         | Miejsce      | Czas         | Miejsce      | Czas      | Miejsce   | Czas      | Strata  | Miejsce | Źródło |
| -------------------------------------- | -------------------------- | ------------ | ------------ | ------------ | ------------ | --------- | --------- | --------- | ------- | ------- | ------ |
| Tímea Lőrincz                          | bieg indywidualny kobiet   | —            | —            | —            | —            | —         | —         | 37:15,3   | +9:09,0 | 86.     | [ 3 ]  |
| Tímea Lőrincz                          | sprint kobiet              | 3:55,15      | 78.          | NQ           | NQ           | NQ        | NQ        | NQ        | NQ      | 78.     | [ 3 ]  |
| Paul Constantin Pepene                 | bieg indywidualny mężczyzn | —            | —            | —            | —            | —         | —         | 40:52,7   | +2:57,9 | 30.     | [ 4 ]  |
| Paul Constantin Pepene                 | bieg łączony mężczyzn      | —            | —            | —            | —            | —         | —         | 1:22:41,4 | +6:31,6 | 28.     | [ 4 ]  |
| Raul Mihai Popa                        | bieg indywidualny mężczyzn | —            | —            | —            | —            | —         | —         | 43:25,3   | +5:30,5 | 64.     | [ 5 ]  |
| Raul Mihai Popa                        | sprint mężczyzn            | 2:59,85      | 47.          | NQ           | NQ           | NQ        | NQ        | NQ        | NQ      | 47.     | [ 5 ]  |
| Paul Constantin Pepene Raul Mihai Popa | sprint drużynowy mężczyzn  | —            | —            | —            | —            | 21:03,35  | 9.        | NQ        | NQ      | 18.     | [ 6 ]  |

### Bobsleje
| Zawodnik                                                                          | Konkurencja      | 1. przejazd | 1. przejazd | 2. przejazd | 2. przejazd | 3. przejazd | 3. przejazd | 4. przejazd | 4. przejazd | Suma    | Suma    | Źródło                    |
| Zawodnik                                                                          | Konkurencja      | Czas        | Miejsce     | Czas        | Miejsce     | Czas        | Miejsce     | Czas        | Miejsce     | Czas    | Miejsce | Źródło                    |
| --------------------------------------------------------------------------------- | ---------------- | ----------- | ----------- | ----------- | ----------- | ----------- | ----------- | ----------- | ----------- | ------- | ------- | ------------------------- |
| Ciprian Nicolae Daroczi Mihai Cristian Tentea                                     | dwójki mężczyzn  | 59,83       | 12.         | 1:00,46     | 22.         | 1:00,19     | 15.         | 1:00,28     | 16.         | 4:00,76 | 16.     | [ 7 ] [ 8 ] [ 9 ]         |
| Ciprian Nicolae Daroczi Raul Constantin Dobre Cristian Radu Mihai Cristian Tentea | czwórki mężczyzn | 58,87       | 10.         | 59,55       | 13.         | 59,30       | 14.         | 59,93       | 18.         | 3:57,65 | 13.     | [ 7 ] [ 8 ] [ 10 ] [ 11 ] |
| Andreea Grecu                                                                     | monobob kobiet   | 1:05,56     | 11.         | 1:05,71     | 8.          | 1:06,46     | 15.         | 1:06,26     | 10.         | 4:23,99 | 12.     | [ 12 ]                    |
| Andreea Grecu Katharina Wick                                                      | dwójki kobiet    | 1:01,82     | 9.          | 1:02,47     | 20.         | 1:02,25     | 16.         | 1:02,44     | 18.         | 4:08,98 | 18.     | [ 12 ] [ 13 ] [ 14 ]      |

### Łyżwiarstwo szybkie
| Zawodnik      | Konkurencja   | Finał   | Finał  | Finał   | Źródło |
| Zawodnik      | Konkurencja   | Czas    | Strata | Miejsce | Źródło |
| ------------- | ------------- | ------- | ------ | ------- | ------ |
| Mihaela Hogaș | 500 m kobiet  | 39,45   | +2,41  | 29.     | [ 15 ] |
| Mihaela Hogaș | 1000 m kobiet | 1:19,33 | +6,14  | 29.     | [ 15 ] |

### Narciarstwo alpejskie
| Zawodnik             | Konkurencja            | 1 przejazd | 1 przejazd | 2 przejazd | 2 przejazd | Łącznie | Łącznie | Źródło |
| Zawodnik             | Konkurencja            | Czas       | Pozycja    | Czas       | Pozycja    | Czas    | Pozycja | Źródło |
| -------------------- | ---------------------- | ---------- | ---------- | ---------- | ---------- | ------- | ------- | ------ |
| Maria Constantin     | slalom kobiet          | DNF        | DNF        | NQ         | NQ         | DNF     | DNF     | [ 16 ] |
| Maria Constantin     | slalom gigant kobiet   | 1:08,25    | 50.        | 1:10,25    | 45.        | 2:18,50 | 45.     | [ 16 ] |
| Alexandru Ștefănescu | slalom mężczyzn        | 1:01,72    | 39.        | 58,70      | 35.        | 2:00,42 | 35.     | [ 17 ] |
| Alexandru Ștefănescu | slalom gigant mężczyzn | 1:14,20    | 38.        | 1:19,01    | 33.        | 2:33,21 | 32.     | [ 17 ] |

### Saneczkarstwo
| Zawodniczka                                                      | Konkurencja      | 1. przejazd | 1. przejazd | 2. przejazd | 2. przejazd | 3. przejazd | 3. przejazd | 4. przejazd | 4. przejazd | Suma     | Suma    | Źródło        |
| Zawodniczka                                                      | Konkurencja      | Czas        | Miejsce     | Czas        | Miejsce     | Czas        | Miejsce     | Czas        | Miejsce     | Czas     | Miejsce | Źródło        |
| ---------------------------------------------------------------- | ---------------- | ----------- | ----------- | ----------- | ----------- | ----------- | ----------- | ----------- | ----------- | -------- | ------- | ------------- |
| Valentin Crețu                                                   | jedynki mężczyzn | 58,349      | 20.         | 58,362      | 15.         | 1:02,223    | 34.         | NQ          | NQ          | 2:58,934 | 29.     | [ 18 ]        |
| Marian Gîtlan Darius Șerban                                      | dwójki mężczyzn  | 59,694      | 13.         | 1:00,243    | 16.         | —           | —           | —           | —           | 1:59,937 | 14.     | [ 19 ] [ 20 ] |
| Raluca Strămăturaru                                              | jedynki kobiet   | 1:01,357    | 31.         | 1:00,305    | 27.         | DNF         | DNF         | DNF         | DNF         | DNF      | DNF     | [ 21 ]        |
| Raluca Strămăturaru Valentin Crețu Marian Gîtlan / Darius Șerban | sztafeta         | 1:01,402    | 9. (JK)     | 1:02,743    | 10. (JM)    | 1:03,547    | 10. (DM)    | —           | —           | 3:07,692 | 9.      | [ 22 ]        |

### Skoki narciarskie
| Zawodnik           | Konkurencja                | Kwalifikacje | Kwalifikacje | Kwalifikacje | Runda 1.  | Runda 1. | Runda 1. | Runda 2.  | Runda 2. | Runda 2. | Suma   | Suma    | Źrodło |
| Zawodnik           | Konkurencja                | Odległość    | Punkty       | Miejsce      | Odległość | Punkty   | Miejsce  | Odległość | Punkty   | Miejsce  | Punkty | Miejsce | Źrodło |
| ------------------ | -------------------------- | ------------ | ------------ | ------------ | --------- | -------- | -------- | --------- | -------- | -------- | ------ | ------- | ------ |
| Daniel Cacina      | skocznia normalna mężczyzn | 83,5         | 70,9         | 40. Q        | 89,5      | 95,8     | 48.      | NQ        | NQ       | NQ       | 95,8   | 48.     | [ 23 ] |
| Daniel Cacina      | skocznia duża mężczyzn     | 114,0        | 88,8         | 44. Q        | 119,0     | 97,8     | 46.      | NQ        | NQ       | NQ       | 97,8   | 46.     | [ 23 ] |
| Andrei Feldorean   | skocznia normalna mężczyzn | 76,5         | 55,0         | 45. Q        | 82,0      | 84,3     | 50.      | NQ        | NQ       | NQ       | 84,3   | 50.     | [ 24 ] |
| Andrei Feldorean   | skocznia duża mężczyzn     | 104,5        | 69,0         | 52.          | NQ        | NQ       | NQ       | NQ        | NQ       | NQ       | -      | 52.     | [ 24 ] |
| Daniela Haralambie | skocznia normalna kobiet   | —            | —            | —            | 88,5      | 83,0     | 19. Q    | 79,5      | 73,2     | 25.      | 156,2  | 25.     | [ 25 ] |